# Draganlug
Draganlug is een plaats in de gemeente Čaglin in de Kroatische provincie Požega-Slavonië. De plaats telt 5 inwoners (2001).